# Elverhøj (film fra 1910, Fotorama)
 For alternative betydninger, se Elverhøj (flertydig). (Se også artikler, som begynder med Elverhøj)
Elverhøj er en dansk stumfilm fra 1910 produceret af Fotorama og instrueret af Gunnar Helsengreen. Filmen er baseret på Johan Ludvig Heibergs skuespil Elverhøj fra 1828.
Filmen havde biografpremiere den 10. oktober 1910 i Biografen Fotorama i Aarhus. Filmen blev vist i dansk tv den 29. januar 1970.

## Handling
Tæt ved Elverhøj bor den overtroiske bondekone Karen med datteren Agnete. Agnete og ridder Ebbesen elsker hinanden, men til deres store sorg er Ebbesen lovet bort til den adeligt fødte Elisabeth Munk. Men alt er ikke som det ser ud. For Karen er slet ikke Agnetes rigtige mor. Hun fandt hende som spæd ved Elverhøj den selv samme nat, som den spæde Elisabeth Munk, guddatter af kong Christian d. 4., forsvandt fra sine forældre. Kong Christian ankommer til egnen, hvor hans guddatters bryllup skal stå og – som en anden detektiv – begynder han at redde trådene ud.

## Medvirkende
- Philip Bech, Kong Christian d. 4.
- Martha Helsengreen, Karen, en gammel bondekone
- Jenny Roelsgaard, Agnete
- Peter Malberg, Albert Ebbesen
- Aage Fønss, Paul Flemming
- Marie Niedermann, Elisabeth Munk
- Johannes Rich, Henrik Walkendorf
- Aage Bjørnbak, Elverkongen
- Alfred Cohn, Bjørn, hushovmester
- Magda Vang Lauridsen
- Martha Marie ("Mulle") Helsengreen
- Ellen Gottschalch